# 道の駅南信州 うるぎ
道の駅南信州 うるぎ（みちのえき みなみしんしゅう うるぎ）は、長野県下伊那郡売木村にある長野県道46号阿南根羽線の道の駅である。

## 施設
- 駐車場
  - 普通車：24台[5]
  - 大型車：2台[5]
  - 身障者用：3台[5]
- トイレ
  - 男性：7器
  - 女性：5器
  - 身障者用：2器
- うるぎふるさと館（9:00 - 16:00）[5] - 2000年（平成12年）に開業した施設を活用している[2]。
  - 農産物直売所[2]
  - 休憩コーナー[2]
  - レストラン（9:00 - 16:00）

## 休館日
- 年末年始[5]
- 12月から4月下旬：毎週水曜日・木曜日（4月下旬から11月までは無休）

## 周辺
当駅の前には、売木村で唯一のガソリンスタンドが開設されている。売木村が経済産業省のSS過疎地対策事業の補助を受け整備し、「ガソリンスタンドを残す会」（当初は村の有志）が村の委託を受け運営している。また、このガソリンスタンドは日本で初めて地上に燃料タンクが設置されている。
- 国道418号[8]
- 売木村立売木小中学校